# 陈永奇
陈永奇（1967年11月—），山西省怀仁市人，中华人民共和国政治人物，现任中共江西省委副书记。中共第二十届中央候补委员。

## 生平
1985年12月加入中国共产党。1989年7月毕业于山西师范大学数学系，1992年7月获得东北财经大学经济学硕士学位，之后参加工作，供职于山西省委政策研究室。1998年3月，担任山西省委政研室工业处副处长。2000年2月，升任处长。2006年11月，担任山西省政府研究室副主任。2009年4月，任山西省政府副秘书长、省政府研究室主任。2011年3月，任山西省人民政府秘书长、省政府办公厅党组书记。
2013年2月，转任中共阳泉市委副书记、代市长，2013年4月当选阳泉市人民政府市长。2015年11月25日，任中共阳泉市委书记。2018年1月30日，当选山西省人民政府副省长。
2019年1月6日，转任中共西藏自治区党委常委、组织部部长。2021年10月，任中共西藏自治区党委副书记，区人民政府党组副书记、常务副主席。
2024年12月，接替吴忠琼出任中共江西省委副书记 。